# Фульгенс Каїшема
Фульгенс Каїшема (англ. Fulgence Kayishema) — руандійський ополченець-хуту, заарештований 24 травня 2023 року за звинуваченнями в організації вбивства понад 2 тисяч біженців тутсі у католицькій церкві під час геноциду у Руанді в 1994 році. Він народився в Ківуму і в період геноциду був інспектором карного розшуку. В обвинувальному акті йдеться про його участь у масових вбивствах від 6 квітня до 20 квітня 1994 року.

## Передумови
Фульгенс Каїшема звинувачується в організації вбивства понад 2 тисяч біженців тутсі у католицькій церкві під час геноциду у Руанді в 1994 році. За даними слідства, він планував та виконував різанину, а також закуповував бензин та підпалював церкву, у якій були біженці. Коли Каїшемі та групі його спільників не вдалося спалити церкву, вони знесли будівлю бульдозерами, тим самим вбивши тих, хто був усередині. Після цього Фульгенс зі спільниками брав участь у похованнях загиблих у братських могилах.
Наприкінці геноциду в липні 1994 року Каїшема втік до Демократичної Республіки Конго з дружиною, дітьми та зятем. Після переїздів до інших африканських країн, у 1999 році він прибув до Південно-Африканської Республіки і попросив притулку в Кейптауні, використовуючи фальшиве ім'я. Від 2001 року Каїшема перебував у розшуку.
Програма США пропонувала до 5 мільйонів доларів за інформацію про Каїшему та інших втікачів, яких розшукували за скоєння геноциду в Руанді.
24 травня 2023 року Фульгенса Каїшему було затримано у місті Парл в ПАР унаслідок спільної операції влади Південної Африки та слідчих ООН.